# 헬싱키 협정

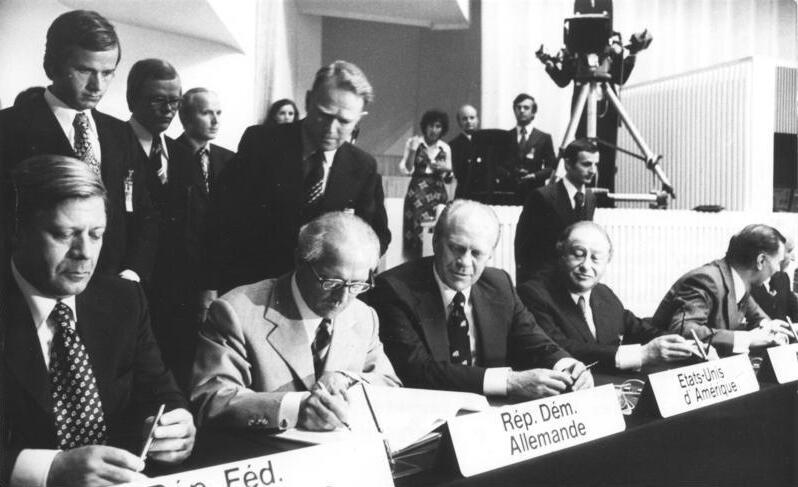
헬싱키 협정에 서명하고 있는 동서 진영의 정상들. 왼쪽부터 차례대로 헬무트 슈미트 서독 수상, 에리히 호네커 동독 사회주의통일당 서기장, 제럴드 포드 미국 대통령, 브루노 크라이스키 오스트리아 총리.

헬싱키 협정은 1975년 7월부터 8월 사이에 핀란드 헬싱키에서 개최된 유럽 안보 협력 회의(Conference on Security and Cooperation in Europe, CSCE)에서 채택된 최종 합의 문서이다. 유럽 안보 협력 기구(OSCE)의 설립 배경이 된 문서이기도 하다.
이 협정은 소련을 포함한 유럽 33개국, 미국, 캐나다 35개국 정상이 서명했다. 협정에 참여한 국가들은 〈유럽 안보의 기초와 국가간 관계 원칙에 관한 일반적인 선언〉으로 명명된 최종 문서에 조인하였다. 많은 국가들이 이 조약을 승인하면서 제2차 세계 대전 이후 30년에 걸친 유럽 지역에서의 냉전은 종결되었다.

## 조약
1. 동등한 주권 인정
2. 무력 사용과 위협 중단
3. 영토 불가침
4. 영토 보전
5. 분쟁의 평화적 해결
6. 내정 불간섭
7. 사상, 양심, 종교, 신앙 등 기본적 자유와 인권 존중
8. 인간의 평등과 자결권 보장
9. 국가간 협력
10. 국제법상의 의무 이행

## 협정에 서명한 나라
- 오스트리아
- 벨기에
- 불가리아
- 캐나다
- 키프로스
- 체코슬로바키아
- 덴마크
- 동독
- 핀란드
- 프랑스
- 그리스
- 바티칸 시국
- 헝가리
- 아이슬란드
- 아일랜드
- 이탈리아
- 리히텐슈타인
- 룩셈부르크
- 몰타
- 모나코
- 네덜란드
- 노르웨이
- 폴란드
- 포르투갈
- 루마니아
- 산마리노
- 소련
- 스페인
- 스웨덴
- 스위스
- 튀르키예
- 영국
- 미국
- 서독
- 유고슬라비아

## 같이 보기
- 77 헌장